# Tesoro Women's Challenge
Il Tesoro Women's Challenge è un torneo professionistico di tennis giocato su campi in terra verde. Fa parte dell'ITF Women's Circuit. Si gioca annualmente a Port St. Lucie negli Stati Uniti.

## Albo d'oro

### Singolare
| Anno | Campionessa      | Finalista       | Punteggio |
| ---- | ---------------- | --------------- | --------- |
| 2013 | Sharon Fichman   | Tadeja Majerič  | 6–3, 6–2  |
| 2014 | Françoise Abanda | Heidi El Tabakh | 6–3, 6–4  |

### Doppio
| Anno | Campionesse                     | Finaliste                        | Punteggio        |
| ---- | ------------------------------- | -------------------------------- | ---------------- |
| 2013 | Angelina Gabueva Allie Will     | Florencia Molinero Adriana Pérez | 4–6, 6–2, [10–7] |
| 2014 | Réka-Luca Jani Irina Chromačëva | Jan Abaza Louisa Chirico         | 6–4, 6–4         |